# Mercedes-Benz OM138
Il Mercedes-Benz OM138 (o Daimler-Benz OM138) è stato un motore diesel prodotto dal 1936 al 1940 dalla Casa tedesca Daimler per il suo marchio automobilistico Mercedes-Benz.

## Profilo e caratteristiche

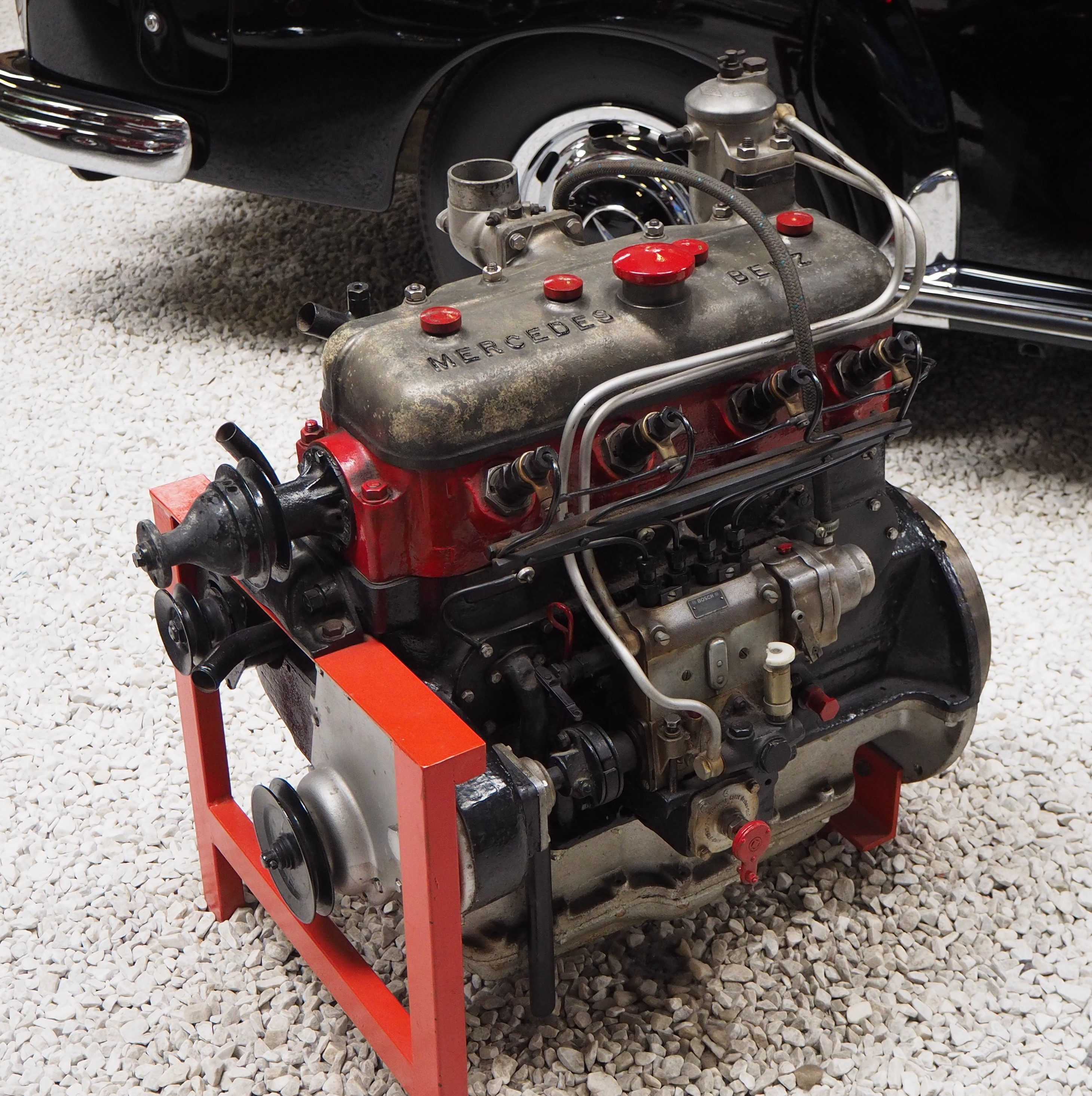
Il motore OM138

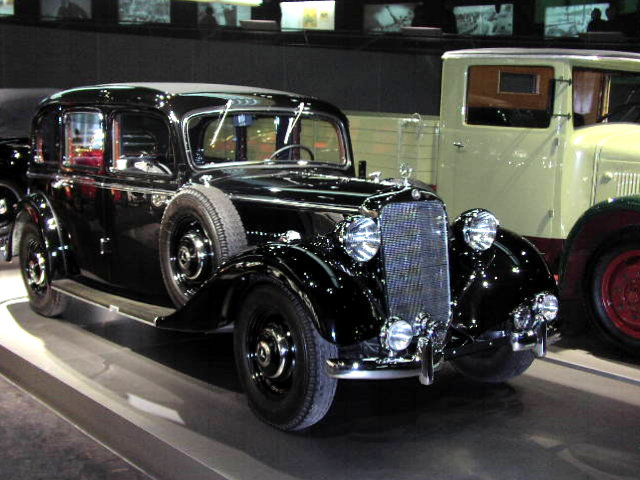
Il motore OM138 è stato montato sulla Mercedes-Benz 260D, prima vettura diesel di serie nella storia

Questo motore ha un'importanza storica enorme, poiché si tratta in assoluto del primo motore diesel montato su una vettura di serie. Già negli anni venti la Daimler-Benz stava sperimentando con alti e bassi la propulsione a gasolio. Anche in Francia ci stava provando la Peugeot. Ma a metà del decennio seguente è stato il marchio tedesco a spuntarla e ci è riuscito proprio con questo motore, introdotto appunto nel 1936 su di un unico modello, la Mercedes-Benz 260D. 

Il motore OM138 deriva dal motore diesel sperimentale da 3.8 litri, realizzato nel 1933 dalla Casa tedesca ed in seguito scartato perché soggetto ad eccessive vibrazioni. Il 2.6 derivato da tale motore è più piccolo, essendo passato da 6 a 4 cilindri, più leggero, più compatto e meno suscettibile di vibrazioni. Si trattava ovviamente di un motore diesel lontano dai livelli raggiunti 60 anni dopo con l'avvento delle tecnologie common rail, per cui era un motore aspirato, a bassi giri e dalle prestazioni modeste, ma che già dimostrava le sue doti di maggiore economia rispetto ad un equivalente motore a scoppio ed era molto robusto ed affidabile.

Queste le caratteristiche del motore OM138:
- architettura a 4 cilindri in linea;
- basamento e testata in ghisa;
- monoblocco di tipo sottoquadro;
- alesaggio e corsa: 90x100 mm;
- cilindrata: 2545 cm³;
- distribuzione a valvole in testa con asse a camme laterale;
- rapporto di compressione: 20.5:1;
- alimentazione ad iniezione Bosch;
- potenza massima: 45 CV a 3000 giri/min.